# Plovanija
Plovanija är en ort i Kroatien.   Den ligger i länet Istrien, i den västra delen av landet, 190 km väster om huvudstaden Zagreb. Plovanija ligger 136 meter över havet och antalet invånare är 232.
Terrängen runt Plovanija är platt åt sydväst, men åt nordost är den kuperad. En vik av havet är nära Plovanija åt nordväst. Runt Plovanija är det ganska glesbefolkat, med 29 invånare per kvadratkilometer. Närmaste större samhälle är Buje, 4,8 km söder om Plovanija. Omgivningarna runt Plovanija är en mosaik av jordbruksmark och naturlig växtlighet.